# Trafikalderen
|  | Denne artikel er oprettet af botten Steenthbot ud fra en ekstern database. Den kan derfor have sproglige fejl eller mangler. Denne skabelon kan fjernes efter kontrol af indholdet. |

Trafikalderen er en dansk dokumentarfilm fra 1977 instrueret af Jens Henriksen.

## Handling
Filmen handler om de ældre i trafikken.